# Зуся из Аннополя
Зу́ся из Анно́поля или Мешу́ллам Зу́ся (Меши́лэм-Зи́ше) Анно́польский (ок. 1719 — 1800, Аннополь, Острожский уезд, Волынская губерния) — хасидский цадик 3-го поколения, ученик Дов Бера, Маггида из Межерича, младший брат Элимелеха из Лежайска. Автор десятков изречений и жизненных историй, выражающих смысл хасидута (благочестия). Рав Александр Кац приводит свой вариант полного имени цадика: раби Мешулам-Зюша бар Элиэзер-Липа Вайсблюм.

## Биография
Родился в городе Тиктин в Польше в семье рабби Элиэзера Липмана. Согласно преданию, несмотря на то, что мать Зуси, Мирл, не молилась по книге, потому что не умела читать, она была глубоко верующей женщиной. Кроме него в семье было ещё 3 сына, старшим из которых был Элимелех из Лежайска. Согласно Кацу, в семье родилось семь сыновей, а Зуся был старше Элимелеха.
В юности Зуся познакомился с хасидизмом и примкнул к этому движению, а затем привлек и старшего брата. Вместе с ним странствовал по Польше, распространяя хасидское учение в соответствии с взглядом каббалы на очищение человека таким образом. Простота и доброжелательность этого человека привлекали к нему многих учеников. Жил очень бедно и отличался бескорыстием.

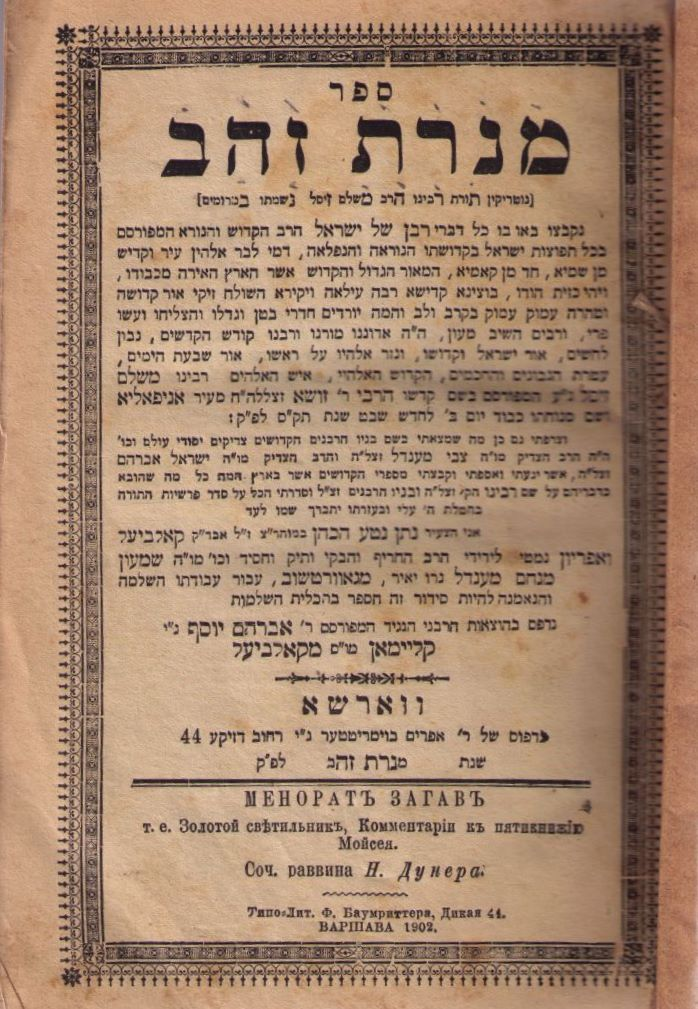
Менорат Загав. Варшава. 1902

В то время как Элимелех стал признанным авторитетом хасидов Польши, рабби Зуся вел скромную жизнь, и у него часто не хватало денег на самое необходимое. Несмотря на это, рабби Зуся постоянно пребывал в радости и никогда не жаловался на тяжелую жизнь. Став известным, заслужил уважительное обращение «ребе реб Зуся». После смерти своего наставника рабби Дов Бера в 1772 году Зуся поселился в селе Аннополь на Волыни, из-за чего стал известен как Аннопольский рабби. Мешуллам Зуся умер 2 швата 1800 года и был похоронен возле своего учителя. На могиле рабби Зуси высечено: «Он служил Б-гу с любовью, радовался своим страданиям и многих отвратил от грехов» (Гдолей адорот).
Учение Зуси из Аннополя представлено в книге Менорат захав («Золотой подсвечник»), а биография — в труде Буцина кадиша («Святая свеча»).

## Упоминания в культуре
У поэта Дмитрия Веденяпина в сборнике «Трава и дым» (М.: ОГИ, 2002. — 56 с.) есть стихотворение, которое завершается следующей строфой:
Суть не в минусе и даже не в плюсе,

И не в том, что все могло быть иначе.

«Раби Зуся, был ли ты раби Зусей?» -

Спросит Бог, и раби Зуся заплачет.

## Известные высказывания
- В радости раскрывается наша истинная природа. (из книги «Хасидские притчи» Рами Шапиро)
- Когда я предстану перед Небесным судом, никто не спросит меня: «Зуся, почему ты не был Авраамом, Яаковом или Моисеем?» На меня посмотрят и скажут: «Зуся, почему ты не был Зусей?»[5]

Вслед за Бештом и Магидом, Аннопольский рабби утверждал: «Зюше куда больше нравится нечестивец, знающий, что он нечестивец, чем праведник, знающий, что он праведник» (Сарей амеа 1:10).